# 文化和自然遗产日
文化和自然遗产日是與中国文化建设有關的活動主題日，目的是营造保护文化遗产的良好氛围，提高公众对文化遗产保护重要性的认识，动员全社会共同参与、关注和保护文化遗产。根据2005年12月22日中国国务院发布的《国务院关于加强文化遗产保护的通知》之规定，自2006年起，每年6月的第二个星期六为“文化遗产日”，“第一个文化遗产日”为2006年6月10日。2017年起，文化遗产日更名为文化和自然遗产日。

## 非遺演出季
每年的文化和自然遺產日前後，會在恭王府大戲樓舉行「非遺演出季」的古琴和崑曲演出。